# Russell Westbrook

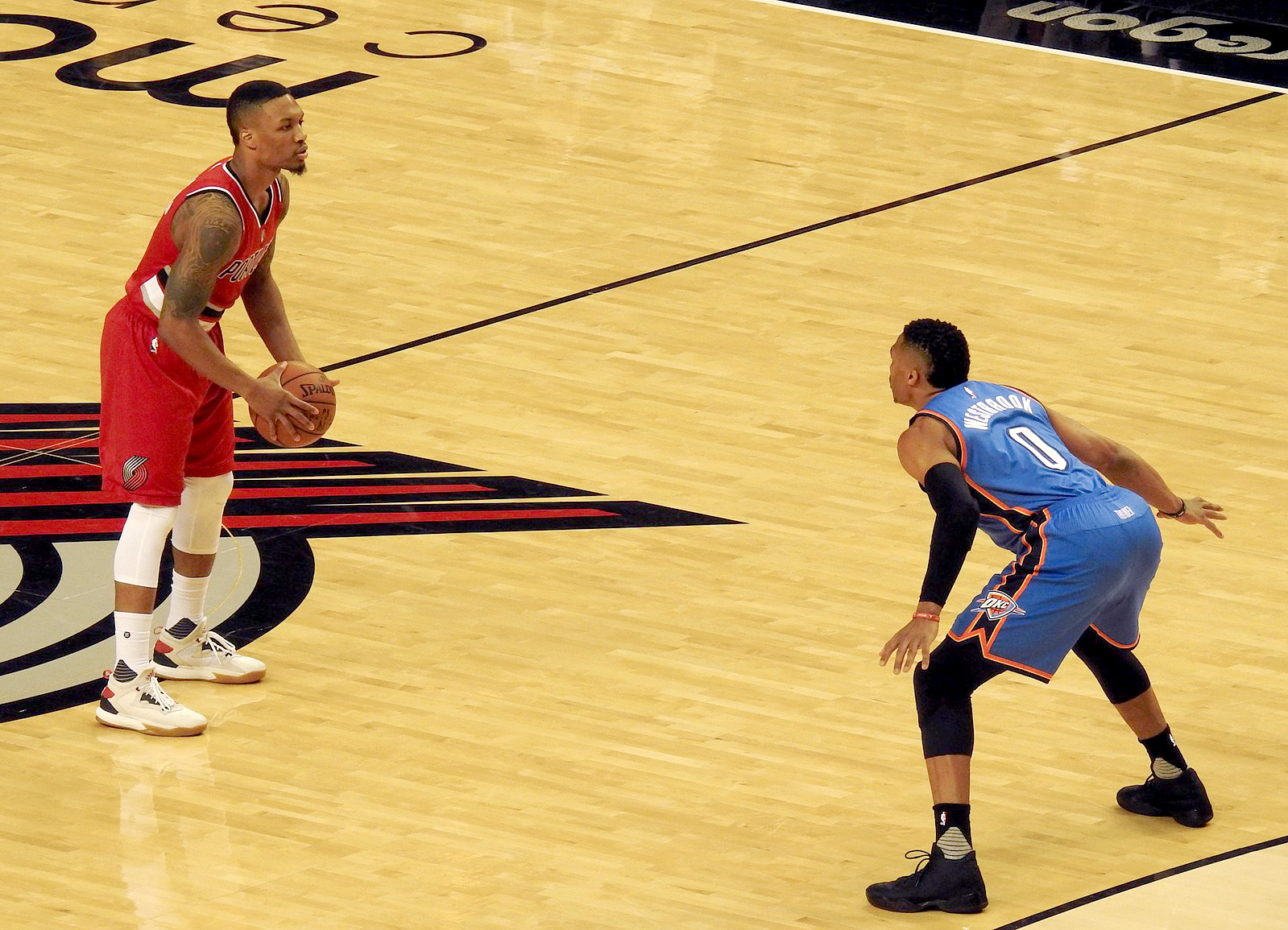
Russell Westbrook i försvar mot Damian Lillard 2016.

Russell Westbrook, född 12 november 1988 i Long Beach i Kalifornien, är en amerikansk basketspelare. Russell Westbrook spelar för  Denver Nuggets  i NBA som point guard. Han blev utsedd till NBA:s mest värdefulla spelare 2017 och ligger på första plats genom tiderna avseende antal triple-doubles (182 stycken).
Säsongen 2014/2015 blev han NBA:s bäste poänggörare och blev även vald till mest värdefulle spelaren vid All Star-matchen.
Efter säsongen säsongen 2016/2017 blev han utsedd till NBA:s mest värdefulla spelare. Han hade då vunnit NBA:s poängliga för andra gången under karriären.